# 阿兰·罗伯-格里耶
阿兰·罗伯-格里耶（法語：Alain Robbe-Grillet，1922年8月18日—2008年2月18日），又译阿蘭·霍格里耶。法国作家和电影制片人，新小说代表人物之一。

## 生平
阿兰·罗伯-格里耶出生于法国西部城市布勒斯特，1944年毕业于法国国立农艺学院，专业研究方向是香蕉病虫害。其后，他长期工作于马提尼克。1953年，他在午夜出版社出版了首部小说《橡皮》（Les Gommes），此后成为全职作家。1961年，他編寫的電影劇本由法國新浪潮導演亞倫·雷奈的摄制成电影，并获得该年威尼斯電影節金獅獎。
从1960年代起，格里耶本人也曾创作并导演过数部电影，有《欧洲快车》、《撒谎的人》、《欲念浮动》、《使人疯狂的噪音》等，他于1963年单独摄制的影片《不朽的女人》荣获路易·德吕克电影奖。2006年的《格拉迪瓦找您》（Gradiva）是他生前拍摄的最后一部电影。